# Oncosclera rousseletii
Oncosclera rousseletii är en svampdjursart som först beskrevs av James Barrie Kirkpatrick 1906.  Oncosclera rousseletii ingår i släktet Oncosclera och familjen Potamolepiidae. Inga underarter finns listade i Catalogue of Life.